# إريك المنتصر
إريك المنتصر (بالنوردية القديمة:Eiríkr inn sigrsæli إريك إن سيغيرسيل، بالسويدية الحديثة: Erik Segersäll إريك سيغيرسيل) وُلِد حوالي عام 945، وتُوفيَ حوالي عام 995، كان أول ملك سويدي من المعروف عنهم أي شيء محدد.، حكم من حوالي عام 970 إلى عام 995. إن كان فعلاً قد تم تنصيبه كملك للسويد فهذا أمر محل نقاش، أما ابنه أولوف سكوتكونونغ فقد كان أول حاكم موثق تم قبوله من قبائل السفير حول بحيرة مالارين ومن قبائل الغيت حول بحيرة فترن.
أحياناً يُشار إلى إريك المنتصر بالملك إريك الخامس أو السادس، فالإدعاءات الحديثة تعتمد على العد التنازلي من إريك الرابع عشر(1560–1568)، والذي تبنى تعداده حسب تاريخ أسطوري للسويد. سواءاً كان أم لم يكن أي ملوك سويديين سُميوا بإريك قبل إريك المنتصر فهو أمر محل خلاف، فبعض المؤرخين يدعون وُجود أشخاص سابقين دُعيوا بإريك، والبعض يشكك بموثوقية المصادر الأولية المستخدمة وبوُجود أولئك الملوك السابقين. قائمة الملوك بعده معقدة (انظر إريك و إريك، وكذلك إريك أورشيل)، مما يجعل مهمة الترقيم محل إشكال.

## مملكة إريك
بلدته الأصلية تقع في أوبلاند والمحافظات المجاورة. اكتسب لقب «المنتصر» لأنه هزم اجتياحاً من الجنوب في معركة فيرسفيلر بالقرب من أوبسالا. التقارير التي تفيد بأن أولوف أخا إريك كان والدَ عدوهِ، ستيربيورن القوي، تنتمي إلى عالم الخرافة.
لا يُعرف مدى اتساع مملكته. فبالإضافة إلى قلب الأرض السويدية حول بحيرة مالارين فمن الممكن أنها اتسعت إلى ساحل بحر البلطيق جنوباً حتى بليكنيه. وفقاً لآدم البريمني، فإنه سيطر على الدنمارك بعد هزيمة سوين فوركبيرد.
وفقاً لكتاب فلاتي يار فإن جزءاً كبيراً من نجاحه يعود إلى تحالفه مع الفلاحين الأحرار ضد طبقة النبلاء (طبقة يارل)، بالرغم من أنه يتضح من الاكتشافات الأثرية أن تأثيرات هذه الأخيرة تضاءلت خلال الجزء الأخير من القرن العاشر. من الممكن أنه كان المسؤول عن ادخال نظام التجنيد المعروف بـ«ليدونغ» في المقاطعات حول مالارين.
على الأرجح هو من قام بتأسيس بلدة سيغتونا، والتي ما زالت موجوده حيث تم سك أول عملة سويدية لابنه وخليفته أولوف سكوتكونونغ.

## الملاحم والمصادر
يظهر اسم إريك المنتصر في عدد من الملاحم الشمالية، مع ذلك فالحكايات التاريخية لديها جرعة من الخيال. في قصصٍ مختلفة يوصف بأنه ابن بيورن إريكسون وأنه حكم جنباً إلى جنب مع أخيه أولوف. أحد الأساطير تصف زواجه من سيدة سيئة السمعة (و من المحتمل خيالية) سيجريد المتغطرسة ابنة أحد الفايكنغ الأسطوريين سكاغول توسته؛ وكيف بطلاقهما لاحقاً قام بإعطائها غوتالاند كإقطاعية. حسب ملحمة إيموند تزوج ملكةً جديدة، أود، ابنة هاكون سيغوردسون حاكم النرويج.
قبل أن يحدث ذلك، توفى أخوه وتوجب أن يُعين حاكم مشارك جديد؛ ولكن قيل أن السودييين رفضوا ابن أخيه المشاكس ستيربيورن القوي كحاكمٍ مشارك. إريك منح ستيربيورن 60 سفينة بحيث يبحر بعيداً ليعيش حياة بحرية كفايكنغ. كان سيصبح حاكم يومسبورغ وحليف للملك الدنماركي هارالد ذو السن الأزرق الذي تزوج أخته. ستيبيورن عاد إلى السويد مع جيش، على الرغم من أن هارالد والقوات الدنماركية من المفترض أن عادت إلى الوراء. إريك انتصر في معركة فيرِسفِلار وفقاً لـحكاية البطل السويدي ستيربيورن، بعد أن ضحّى إلى أودين وواعداً إذا انتصر فسيعطي نفسه لأودين لمدة عشر سنوات.
هنالك بيتي شعر قام بتأليفيهما ثورفالدر يالتاسون يصفان المعركة. يذكر البيت الأول بوضوح كيف هزمَ شخصٌ يدعى إريك عدوَه بشكلٍ نهائي عندما لقيه في حصنٍ في فيرِسفِلار، بينما البيت الثاني يحدد ذلك أنه من الفايكنغ يدعى «جيش هوندنغ»، وكانوا متفوقين في العدد ولكن مع ذلك تم أسرهم بسهولة عندما هاجموا سفيتهيود؛ فقط نجا من فرّ. أحجار هيلستاد وخوروب الرونية في سكانيا وجزء من الدنمارك تذكر معركةً في أوبسالا اتسمت بهزيمة المهاجمين وفرارهم. تلك الحجارة ارتبطت بشكلٍ تقليدي مع المعركة؛ ولكن تسبب مشكلة في التسلسل الزمني ومن الممكن أنها فعلاً تعود إلى القرن الحادي عشر.

## آدم البريمني

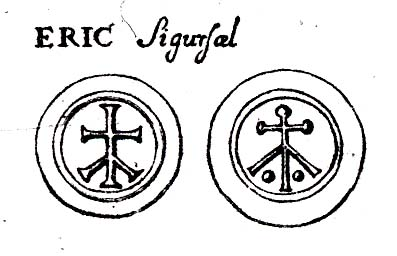
قامَ خبير العملات إلياس بيرنر في عام 1691 بنشر تصاميم زاعماً على أنها أُستخدمت من الملك إريك، ولكن سك العملات من قبل الملك إريك أمرٌ غير معروف بالنسبة للعلماء المعاصرين، وتُعتبر هذه الصفات المعزوة غير دقيقة؛ نهج بيرنر في البحث لا يعتبر موثوق على العملات السويدية في القرون الوسطى المبكرة.

يُزود المؤرخ الألماني الكنسي آدم البريمني (حوالي 1075) حتى الآن أقدم سرد عن إريك الذي يختلف جوهرياً عن الملاحم. وكالمتحدث باسمه يشير إلى الملك الدنماركي سفين إستريدسون الذي قابله ليدون أهم الأحداث التاريخية التي حدثت في عهده. أغفل آدم معركة فيرسفيلر ولكنه يذكر أن إريك قام بتجميع جيشٍ كبير وقام باجتياح الدنمارك منقلباً ضد الملك سوين فوركبيرد. السبب المباشر للهجوم غير ظاهر عند آدم. ومع ذلك فقد توجب عليه أن يفعله مع تحالفٍ قام به مع بوليسلاف [992-1025] ملك البولان. وقام بتزويج أخته أو ابنته لإريك. تم تحديد هذه الأميرة على أنها غونهيلدا من ويندن، والتي تم ذكرها في مصادر شمالية معينة على أنها ابنة الملك بروسيلاف (بوليسلاف). وفقاً لرأيٍ آخر فهي شخصية معروفة في الملاحم باسم سيجريد المتغطرسة، من الممكن في البولندية باسم سويتسلاوا. اجتياح أريك للدنمارك كان ناجحاً. عدة معارك تم خوضها في البحر، وكانت النتيجة أن أُبيدت القوات الدنماركية تماماً بسبب هجوم من الشرق قام به السلاف. حاز إريك على الدنمارك، بينما اضطر سوين للفرار، أولاً إلى النرويج، ثم إلي إنجلترا، وأخيراً إلى سكوتلندا الذي قام ملكها باستقبال اللاجئ بإحسان.
وفقاً لآدم فإن حكم إريك في الدنمارك تزامن مع زيادة لنشاط الفايكنغ في شمال ألمانيا. أبحر أسطول من السفن السويدية والدنماركية نحو الألب وحطوا في شتاده في ساكسونيا. قام جيشٌ ساكسوني بصد الغزاة، إلا أنه هزم. أُلقي القبض على العديد من الساكسون البارزين وجُلِبوا إلى السفن بينما الفايكنغ قاموا بتخريب المقاطعة دون أن يواجهوا أية مقاومة. كان الحاكم العسكري سيغفريد أحد الآسرى وقد تمكن من الفرار في الليل بمساعدة أحد الصيادين. غضبَ الفايكنغ وقاموا بالتمثيل بباقي الآسرى ورميهم أرضاً. ومع ذلك سرعان ما قام سيغفريد والدوق بينو بتجهيز جيش جديد وأغاروا على الفايكنغ المخيمين في شتاده. وكتيبة أخرى من الفايكنغ تم خداعها من أحد الأسرى الساكسون وتم جلبهم إلى أهوار غلينديسمور وتم القضاء عليهم أثناء تعقب الألمان.
إن آدم يصف إريك بأنه كان وثنياً، وكان في البداية معادياً جداً للديانة النصرانية. ومع ذلك فقد كان هنالك عدد من المبشرين يعملون خلال عهده، وكذلك أجانب ينتمون إلى أُسرٍ شمالية تحولت مؤخراً. كان بينهم أُدينكار الكبير الذي كان يبشر في فين، وزيلاند، وسكونا والسويد. في نهاية المطاف قبل إريك المعمودية، من المفترض عندما كان يمكث في الدنمارك؛ كما يبدو أنه كان أول ملك سويدي يقوم بذلك. ونتيجةً لهذا الحدث الهام، سُمِحَ للمبشرين بأن يبحروا من الدنمارك إلى السويد حيث أنهم «عملوا بشجاعة باسم الرب». بعد فترة من الزمن ترك إريك الإيمان بالنصرانية وعاد إلى دين أسلافه. بعد وفات إريك، عاد سوين فوركبيرد من منفاه واستعاد الدنمارك. علاوةً على ذلك فقد تزوج من أرملة إريك، والتي تكون والدة خليفته أُولوف سكوتكونونغ. وبهذه الطريقة تم إنشاء تحالف بين العائتين المالكتين السويدية والدنماركية.
حسابات آدم تؤرخ وفاة إريك المنتصر بين عام 992 (انضمام حليفه بوليسلاف الأول شروبري) وعام 995 (عندما بدأ ابنه أُولوف بسك عملته في سيغتونا). سببت التعارضات بين آدم والمصادر الوثائقية الآخرى محموعة متنوعة من التفسيرات بين المؤرخين السوديين، خصوصاً فيما يتعلق بزيجاته المتنوعة. وقد شُكِكَ في تفاصيل احتلاله للدنمارك بما أنها غير مدعومة بمصادر أخرى. ومع ذلك فوفقاً لتقييمٍ حديث، "فهذا ليس مستبعداً، على الأقل ليس إذا فكرنا بسلطة مرنة على النبلاء الدنماركيين. وعلى أي حال، فالمقارنة بين آدم والملاحم الشمالية تعرض لنا أن إريك قدم بصمة في الذاكرة الجمعية كحاكمٍ حربيٍ وناجح.